# Miednica dziecięca
Miednica dziecięca – nieprawidłowość w budowie miednicy człowieka spowodowana zahamowaniem ogólnego rozwoju, lecz występująca również u kobiet wysokiego wzrostu. Miednica jest głęboka, talerze kości biodrowej są uniesione ku górze, a guzy kulszowe umiejscowione blisko siebie. Charakterystycznymi cechami są również zwężona płaszczyzna wchodu oraz płaska kość krzyżowa.